# Angelien Eijsink
Angelien Eijsink (Haaksbergen, 1 de abril de 1960) es una política neerlandesa que ocupa un escaño en el Segunda Cámara de los Estados Generales por el Partido del Trabajo desde el 30 de enero de 2003.

## Biografía
Entre 1976 y 1979, Eijsink recibió formación en educación parvularia y para profesora, mientras que entre 1985 y 1987 fue pasante en Filipinas. Luego, entre 1991 y 1995 estudió Antropología cultural y Sociología no occidental en la Universidad de Leiden.
De 1976 a 1991 trabajó como docente de educación primaria hasta llegar al Ministerio de Asuntos Exteriores donde se desempeñó entre 1995 y 2003. En las elecciones parlamentarias de 2003 ganó un escaño al parlamento.
En febrero de 2005 pasó cinco días a bordo del submarino Zr.Ms. Dolfijn mientras se realizaba un ejercicio conjunto de la OTAN a lo largo de las costas de Noruega, transformándose en la primera mujer neerlandesa que pasó tanto tiempo a bordo de un submarino en dichas circunstancias.